# Khirbet Aref
Khirbet Aref (tiếng Ả Rập: خربة عارف) là một ngôi làng Syria nằm trong phó huyện Hirbnafsah ở huyện Hama. Theo Cục Thống kê Trung ương Syria (CBS), Khirbet Aref có dân số 627 trong cuộc điều tra dân số năm 2004.